# Reseda minoica
Espèce
Reseda minoica est une espèce de plantes herbacées de la famille des Resedaceae.

## Taxinomie et dénomination
Reseda minoica a été pour la première fois décrite en 2013 par deux chercheurs de l'Université Pablo de Olavide à Séville en Espagne, Santiago Martín-Bravo et Pedro Jiménez-Mejías. Le type a été récolté à Mersin, au sud de la Turquie, le 28 avril 2010.
Elle doit son nom à la civilisation minoenne, qui s'est épanouie pendant l'âge du bronze en Crête et dont l'influence culturelle s'est étendue à Chypre, en Anatolie et le long de la côte du Levant.